# Concoules
 Concoules  es una población y comuna francesa, situada en la región de Occitania, departamento de Gard, en el distrito de Alès y cantón de Génolhac.

## Demografía
| 261 | 238 | 262 | 241 | 236 | 256 |
| Para los censos de 1962 a 1999 la población legal corresponde a la población sin duplicidades (Fuente: INSEE [Consultar]) |     |     |     |     |     |